# ارماننو اسکاراموزی
ارماننو اسکاراموزی (انگلیسی: Ermanno Scaramuzzi; ۲ دسامبر ۱۹۲۷ – ۲ ژوئیهٔ ۱۹۹۱) بازیکن فوتبال اهل ایتالیا بود.
از باشگاه‌هایی که در آن بازی کرده‌است می‌توان به باشگاه فوتبال هلاس ورونا، باشگاه فوتبال یوونتوس، باشگاه فوتبال سالرنیتانا، باشگاه فوتبال برشا، و باشگاه فوتبال آتالانتا اشاره کرد.